# Енгбюплан (станція метро)
59°20′31″ пн. ш. 17°54′27″ сх. д. / 59.341889° пн. ш. 17.907389° сх. д.
«Енгбюплан» (швед. Ängbyplan) — станція Зеленої лінії Стокгольмського метрополітену, обслуговується потягами маршруту Т19.
Відстань до Слюссена становить 12.4 км.
Пасажирообіг станції в будень —	1,650 осіб (2019)

Розташування: мікрорайон Седра Енгбю, що є частиною району Бромма, Вестерорт Стокгольм.
Конструкція: відкрита наземна станція з однією прямою острівною платформою.

## Історія
Станцію відкрито 1 жовтня 1944 року у складі Ängbybanan, що прямувала маршрутом Альвік — Ісландстор'єт, під назвою Фейєстадсвеген.
«Ängbybanan» був розроблений і побудований за стандартами метрополітену, але експлуатувався з 1944 року як частина 11 лінії стокгольмського трамваю. 
Метростанцію відкрито 26 жовтня 1952 у складі черги зеленої лінії між станціями Гетор'єт і Веллінгбю. 

5 травня 1962 року станцію перейменували з Фейєстадсвеген на Енгбюплан.

## Операції
| Попередня станція                 | Лінія | Лінія     | Лінія | Наступна станція    |
| --------------------------------- | ----- | --------- | ----- | ------------------- |
| Ісландстор'єт до Гессельбю-странд |       | Лінія T19 |       | Окесгов до Гагсетра |